# Daphne Koster

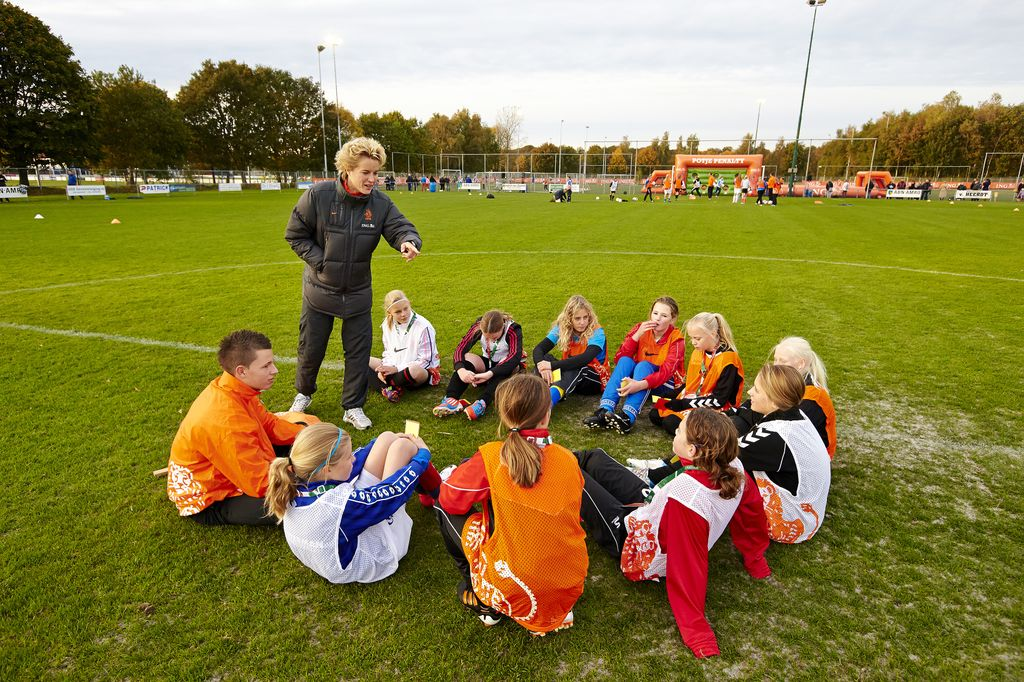
Daphne Koster mit einer Kindergruppe am 26. Oktober 2012

Daphne Helena Koster (* 13. März 1981 in Den Haag) ist eine ehemalige niederländische Fußballspielerin. 
Die Abwehrspielerin war mehrere Jahre Kapitänin der niederländischen Nationalmannschaft.
Koster begann ihre Karriere im Alter von sechs Jahren beim Verein SVA Assendelft. Im Jahre 2000 wechselte sie zu VV Ter Leede nach Sassenheim. Mit Ter Leede gewann sie 2001, 2003, 2004 und 2007 die niederländische Meisterschaft sowie 2001 und 2007 den niederländischen Pokal. 2004 und 2005 wurde sie zur besten Spielerin der Liga gewählt. Im Jahre 2007 wechselte sie zu AZ Alkmaar und konnte in den Jahren 2008 und 2009 weitere Meisterschaften gewinnen. Im Sommer 2009 wechselte Koster in die USA zu de Sky Blue FC und kehrte im Januar 2011 zu AZ Alkmaar zurück. Nach einem halben Jahr für den AZ, versuchte sie ihr Glück bei Telstar. In der Saison 2011/2012 kam Koster, verletzungsbedingt nur zu 8 Einsätzen und unterschrieb am 26. Mai 2012 für den neugegründete Frauenfußball Abteilung des AFC Ajax Amsterdam. Im Sommer 2017 beendete sie ihre aktive Karriere nach vier Jahren bei Ajax Amsterdam.
Am 27. August 1997 debütierte sie in einem Spiel gegen die Schweiz in der niederländischen Nationalmannschaft. In 136 Länderspielen hat sie sieben Tore erzielt. Sie stand auch im Kader für die EM 2013 und kam in allen drei Gruppenspielen zum Einsatz, schied mit ihrer Mannschaft aber bereits nach der Vorrunde aus.